# Понгилово
Понгилово — деревня в Тутаевском районе Ярославской области России. В рамках организации местного самоуправления входит в Левобережное сельское поселение, в рамках административно-территориального устройства — относится к Борисоглебскому сельскому округу.

## География
Расположено в 11 километрах к северо-востоку от райцентра города Тутаева.

## История
Церковь в селе построена в 1770 году на средства прихожан. Престолов было три: Благовещения Пресвятой Богородицы, Святителя и Чудотворца Николая и Святого Великомученика Федора Стратилата. 
В конце XIX — начале XX века село являлось центром Понгиловской волости Романово-Борисоглебского уезда Ярославской губернии.
С 1929 года село входило в состав Борисоглебского сельсовета Тутаевского района, с 2005 года — в составе Левобережного сельского поселения.

## Население
| 1859 | 2002 | 2007 | 2010 |
| ---- | ---- | ---- | ---- |
| 105  | ↘22  | ↗29  | ↘22  |